# 霊術
霊術（れいじゅつ）は、明治末から昭和初期にかけて日本で大流行した一群の民間療法である。海外から導入された催眠術（メスメリズム）や心霊学、心理学などと、日本の修験道などの呪術文化が融合して生まれたもので、霊術の世界、霊術業界は「霊界」と呼ばれた。霊術ブームについては、鍼灸師・翻訳家で在野のサイ科学、東洋医学の研究家であった井村宏次による『霊術家の饗宴』でほぼ初めて包括的に取り上げられたが、2001年時点では井村を除いてあまり研究は行われておらず、部分的・限定的な議論に留まっている。

## 概要
霊術の研究を行った井村宏次は、霊術とは「おのれの思いを遂げるために、逼塞を迫る外界の圧力を超常的な方法で打ち破るための、さまざまな方法群」と定義付けられると述べている。霊術家は明治30年ごろから活動を始め、昭和5年には霊術家は3万人であったという。現在の新宗教のルーツの一つであり、今も民間療法や健康法の中に姿を変えて生き続けている。日本の新宗教でよく見られる手かざし、手当て、また指圧、カイロプラクティック、オステオパシー、整体などの手技療法といった療術も、系譜的に付かず離れずの関係にあり、併用されたり混同されることもあった。
明治維新で海外の知識が怒涛のように日本に入り、その中には心理学に付随する催眠術（メスメリズム）や心霊主義に基づく心霊研究、マジックなどのショーもあり、特に催眠術は日本の呪術風土に落とされた原子爆弾に近い衝撃を与えた。古来の呪術は明治維新でソフト化し、偉大な験者はまれになっており、幕末に生まれた三大民衆宗教（黒住教、天理教、金光教）も大躍進して大衆化し呪術性を薄めていた。催眠術は民間ルートで日本に入り、幻術、妖術として見世物の演目の一つになり、全国的ブームを引き起こした。民衆は催眠術治療家に、日常的な苦しみに呪力で応えていた昔日の山伏たちのイメージを重ね合わせていた。霊術には西洋近代医学による正規の医療に足りない部分を補完する面があり、大正期には当局から黙認されていた。特に精神疾患の治療は当時の通常医療でできることは限られており、民間の霊術や精神療法の役割が大きかったためである。
催眠術はショーや治療に用いられる一方、悪用して女性に乱暴するなど犯罪に使う、子供に用いて視力低下や精神障害など重大な障害を引き起こすこともあり、明治42年に「警察犯処罰令」に催眠術の乱用を禁止する条文が追加された。しかし、この条文は十分機能したとはいえなかった。アマチュアはともかく、プロの催眠術師たちは、看板を「霊術」「精神療法」「心理療法」などと書き換え当局の追及をかわした。霊術家たちは、明治末期における3人の先駆者、最後の気合術師こと浜田熊嶽（はまぐちゆうがく。九字を切って気合いを発し、病気を治したり抜歯を行った）、インテリであり「精神学」の創始者、そして霊術開祖である桑原天然、大本教と思想的に拮抗しながら攻撃的霊術を宣布した太霊道創始者・田中守平の術とシステムを模倣し、昭和期には最盛期を迎えた。霊術は、メスメリズムや催眠術、暗示などを用いる精神療法や療術と関係しながら広く行われたが、大正期までは療術より霊術のほうが優勢であった。霊術の歴史を研究する井村宏次は、昭和5年の非合理医術界は、(1)療術系、(2)霊術系（精神療法を含む）、(3)二つを併用する一派に大別できると述べている。霊術の業界は、大衆の支持を背景に、政府に霊術の公認と制度化の陳情を繰り返したが、当局はブームの加熱の抑制、インチキの蔓延を防止するため、明治41年「催眠取締令」を公布、さらに昭和5年に「療術取締令」を発した。霊術はその山師的側面から警察に規制され、霊術家は、療術家や似非宗教の教祖、健康法の指導者などに姿を変えていった。霊術は、戦後GHQに禁止されたことで死語になり、おおよそ終焉をむかえた。
井村は、アメリカに渡ってレイキとなった臼井霊気療法は霊術であると指摘している。レイキは日本に再輸入され、現在は日本でも行われている。

## 治療法
井村は、霊術家が使う治療術として次のものを挙げている。祈祷、手当てなどの信仰療法・心霊療法と手技などの物理療法を併用して治療することが少なくなかった。

1. 霊術：38%（気合術、霊動術、精神統一法、危険術、祈祷、交霊など）
2. 療術：21%（お手あて、プラーナ療法、カイロ整体などの手技、紅療法など）
3. 精神療法：23%（暗示、催眠、精神療法など）
4. 心霊系霊術：7%（心霊治療、超能力治療など）
5. その他の療法：2%（精神道徳運動を背景にした健康法、断食、体操など）

## 関連文献
- 松原皎月 著 『神伝霊学奥義』 (霊術大講座全11巻の一部の復刻) 八幡書店、1988年
- 松本道別 著 『霊学講座』 (全4冊の合本復刻) 八幡書店、1990年
- 大宮司朗 著 『霊術伝授』 学研パブリッシング、2014年